# Thiết bị trao đổi nhiệt

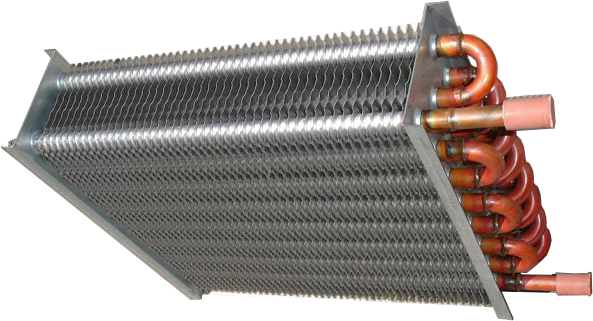
Một thiết bị trao đổi nhiệt loại ống vây

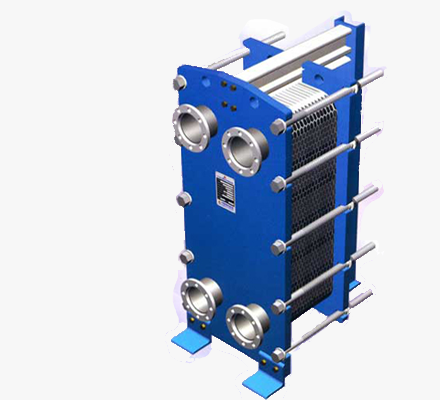
Thiết bị trao đổi nhiệt dạng tấm

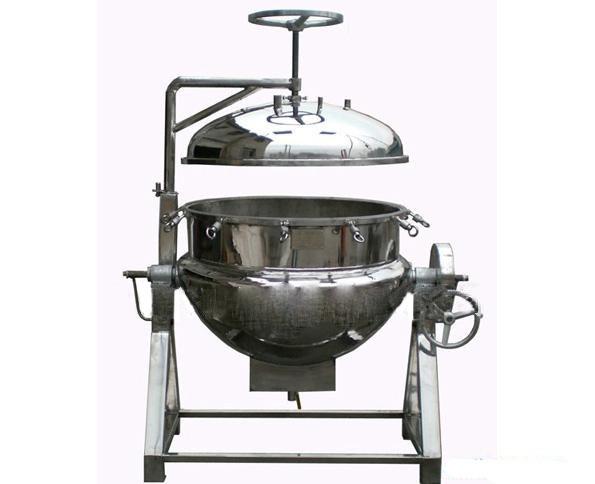
Thiết bị trao đổi nhiệt loại vỏ bọc

Thiết bị trao đổi nhiệt là thiết bị được sử dụng để trao đổi nhiệt giữa một hay nhiều chất tải nhiệt. Những chất tải nhiệt có thể được ngăn cách bằng các tấm (plate) để ngăn sự pha trộn hoặc tiếp xúc trực tiếp giữa các chất tải nhiệt. Những thiết bị này thường được sử dụng trong thiết bị sưởi ấm, tủ lạnh, điều hòa, nhà máy năng lượng, nhà máy hóa chất, nhà máy hóa dầu, nhà máy lọc dầu, khu chế tạo khí thiên nhiên, và xử lý chất thải. Một ví dụ điển hình của thiết bị trao đổi nhiệt có thể thấy trong động cơ đốt trong có một chu kỳ chất lỏng được biết như hệ thống làm mát chảy dọc ống tản nhiệt và không khí sẽ được thổi vào làm mát nước.

## Bố trí dòng

Chảy ngược chiều (A) và xuôi chiều (B)

Có 3 kiểu thiết bị trao đổi nhiệt dựa theo chiều chuyển động của chất tải nhiệt trong thiết bị đó. Với thiết bị trao đổi nhiệt kiểu "chảy cùng chiều", 2 chất tải nhiệt đi vào thiết bị cùng phía, chảy song song và cùng chiều.Với thiết bị trao đổi nhiệt "chảy ngược chiều" 2 chất tải nhiệt đi vào 2 phía đối diện. Trường hợp chảy ngược chiều xét theo hiệu số trung bình có giảm hơn so với trường hợp cùng chiều, nhưng nhiệt lượng trao đổi lại cao hơn nên trường hợp chất tải nhiệt chảy ngược chiều được sử dụng nhiều hơn trong thực tế. Với thiết bị trao đổi nhiệt "chảy chéo dòng", 2 chất tải nhiệt chảy theo phương vuông góc với nhau.
Để đạt hiệu quả, thiết bị trao đổi nhiệt được thiết kế sao cho bề mặt tiếp xúc chất tải nhiệt là tối đa, giảm trở lực giữa các chất tải nhiệt ít nhất có thể. Hiệu suất của thiết bị có thể tăng bằng việc thêm các tấm và nếp ở một hay cả hai phía, làm tăng diện tích bề mặt và thay đổi số lượng dòng chảy.
Nhiệt độ truyền nhiệt biến nhiệt biến đổi tùy theo vị trí, nhưng hiệu số nhiệt độ từng vị trí không biến đổi theo. Trong một hệ thống đơn giản nhất thì đây là "hiệu số nhiệt độ trung bình" (LMTD). Với vài trường hợp hiệu số nhiệt trung bình không đúng thì phương pháp Số chuyển khối được dùng.

## Hình ảnh

Fig. 1: Thiết bị trao đổi nhiệt loại chùm ống, khoang đơn (1–1 chảy cùng chiều)
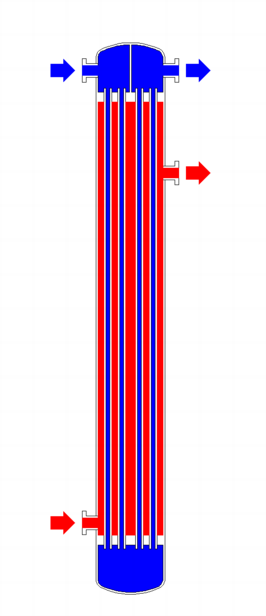
Fig. 2: Thiết bị trao đổi nhiệt loại chùm ống, 1 ngăn - 2 khoang (1–2 chảy chéo nhau)
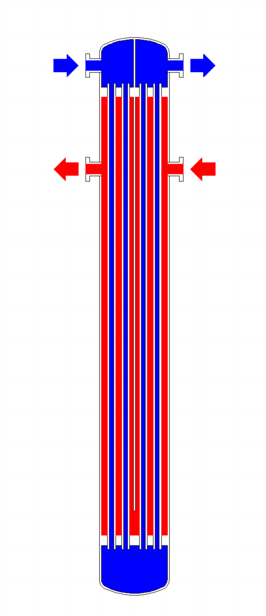
Fig. 3: Thiết bị trao đổi nhiệt loại chùm ống, 2 ngăn - 2 khoang (2-2 chảy ngược chiều)